# Agostino Gaetano Riboldi
Agostino Gaetano Riboldi (18 de fevereiro de 1839 - 25 de abril de 1902) foi um cardeal italiano . Foi bispo de Pavia de 1877 a 1901 e arcebispo de Ravenna de 1901 a 1902. Foi cardeal no consistório papal realizado em 15 de abril de 1901 e tornou-se cardeal sacerdote de Santi Nereo ed Achilleo .
Uma rua na cidade de seu nascimento, Paderno Dugnano, é nomeado para ele.